# Svegs kommun
Svegs kommun var en tidigare kommun i Jämtlands län.

## Administrativ historik
När enhetlig kommuntyp infördes 1971 bildades denna kommun genom en ombildning av Svegs köping. Denna kommun gick upp i nybildade Härjedalens kommun år 1974.
I kyrkligt hänseende hörde kommunen till Svegs församling, Linsells församling och Älvros församling.

## Politik
| 2 | 21 | 4 | 7 | 3 |  | 2 |

| 36 |

### Fotnoter
1. ↑  Andersson, Per (1993). Sveriges kommunindelning 1863–1993. Mjölby: Draking. Libris 7766806. ISBN 91-87784-05-X
2. ↑  ”Förteckning (Sveriges församlingar genom tiderna)”. Skatteverket. 1989. http://www.skatteverket.se/privat/folkbokforing/omfolkbokforing/folkbokforingigaridag/sverigesforsamlingargenomtiderna/forteckning.4.18e1b10334ebe8bc80003999.html. Läst 17 december 2013.